# Delta3d
A delta3d é um motor de jogo e de simulação 3D de código aberto, multiplataforma mantido inicialmente pela MOVES Institute, e atualmente pela Caper Holdings LLC. Sua estrutura modular integra outros motores conhecidos como OpenSceneGraph, Open Dynamics Engine, Character Animation Library e OpenAL. O motor também é associado ao delta3d-EXTRAS, projeto de extensões de código aberto do SourceForge